# دار القراة (بعدان)

تعديل مصدري - تعديل

دار القراة محلة تابعة لقرية مسورة، التابعة لعزلة دلال بمديرية بعدان إحدى مديريات محافظة إب في الجمهورية اليمنية، بلغ تعداد سكانها 21 حسب تعداد اليمن لعام 2004.